# اما وایت
اما وایت (انگلیسی: Emma White؛ زادهٔ ۲۳ اوت ۱۹۹۷) دوچرخه‌سوار اهل ایالات متحده آمریکا است.
وی در مسابقات کشوری و بین‌المللی در مجموع برندهٔ ۱ مدال طلا، ۱ مدال برنز شده‌است.